# ویرابایانگارام
ویربینگرم (به انگلیسی: Veerabayangaram) یک زیستگاه انسانی در هند است که در Viluppuram district واقع شده‌است.

## خصوصیات
ویربینگرم ۵۰۰ متر بالاتر از سطح دریا واقع شده‌است.